# Harry Colclough
Albert Horace Colclough, conosciuto come Harry (Wolstanton, 3 novembre 1888 – Stoke-on-Trent, 25 maggio 1976) è stato un calciatore e allenatore di calcio inglese, di ruolo difensore.

## Carriera

### Club
Ha sempre giocato nel campionato inglese.

### Nazionale
Nel 1914 esordì in Nazionale.